# Deep Sand Bed

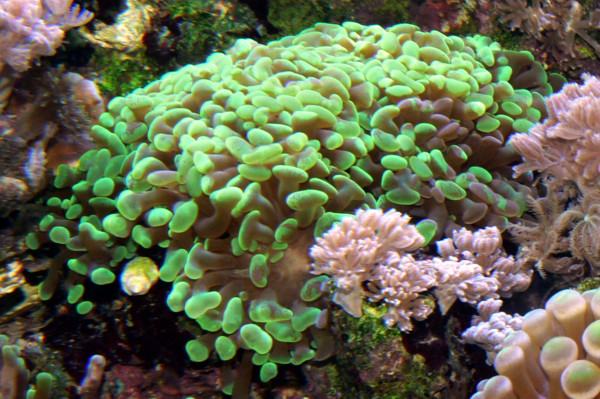
Die Hammerkoralle (Euphyllia paraancora). Großpolypige, langsam wachsende Steinkorallen können in Deep Sand Bed-Aquarien gewaltige Größen erreichen.

Das Deep Sand Bed (DSB) oder Tiefsandbett-Methode bezeichnet eine Methode, mit der Riffaquarien betrieben werden. Es wurde von amerikanischen Aquarianern entwickelt.
Grundlage ist ein naturnaher sehr hoher Bodengrund aus sehr feinem Aragonitsand. Die Korngröße soll 0,2 bis 1,0 Millimeter betragen. In großen öffentlichen Schauaquarien ist der Bodengrund bis zu 30 Zentimeter dick, in privaten Aquarien kann man nicht mehr als 10 bis 15 Zentimeter Dicke verwirklichen.
Der dicke Bodengrund hat eine gewaltige Oberfläche und bietet nitrifizierenden und denitrifizierenden Bakterien Siedlungsfläche und wirkt so als biologischer Filter. Außerdem bietet er einer großen und artenreichen Fauna von wirbellosen Kleinstlebewesen Lebensraum, die man durch Lebendgestein in das Aquarium einbringt.
Der Aragonitsand löst sich langsam, in einem Zeitraum von 18 bis 24 Monaten zu 50 % auf und sorgt so für eine Kalziumanreicherung des Wassers. Kalkwasser und Kalkreaktor sind nicht nötig. Es muss nur nach einiger Zeit Aragonitsand nachgeschüttet werden.
Andere Voraussetzungen der modernen Riffaquaristik wie eine starke Beleuchtung durch Halogenstrahler (HQI), optional mit blauen T5- oder T8-Leuchten kombiniert, oder eine reine Beleuchtung mit modernen T5-Leuchten und eine starke Wasserbewegung gelten auch für das Deep Sand Bed. Das Aquarienwasser sollte zehn bis zwanzig mal in der Stunde komplett umgewälzt werden.
Im Gegensatz zum Jaubert-System, das auch mit einem hohen, aber grobkörnigen Bodengrund arbeitet, sind beim Deep Sand Bed grabende, den Bodengrund umwälzende Tiere wie Grundeln, Knallkrebse oder Seegurken erwünscht.
Es hat sich gezeigt, dass in mit der Deep Sand Bed-Methode betriebenen Riffaquarien auch großpolypige Steinkorallen, die in anderen Riffaquarien nur sehr langsam wachsen, sehr groß werden können, und dass auch „höhere Pflanzen“ wie Seegras, dessen Pflege bisher unmöglich war, gedeihen. Ein weiterer Vorteil ist, dass durch den strahlend weißen Aragonitsand viel Licht reflektiert wird, so dass die Korallen auch Licht von unten bekommen und der Gewebeverlust im beschatteten, unteren Bereich der Korallen vermieden wird.
Andere Systeme für die Riffaquaristik sind das Berliner System, das schon erwähnte Jaubert-System und  das Schlammfilter-System.